# Hasan Ali Kaldırım
Hasan Ali Kaldırım (Neuwied, 9 december 1989) is een Turks professioneel voetballer die doorgaans speelt als linksback. In juli 2025 verliet hij Kayserispor. Kaldırım maakte in 2012 zijn debuut in het Turks voetbalelftal.

## Clubcarrière
Kaldırım werd geboren in het Duitse Neuwied en speelde in de jeugd van TuS Koblenz en 1. FC Kaiserslautern. Voor die laatste club speelde hij bij de beloften, wat hij ook een jaar deed bij Mainz 05. In 2010 verkaste hij naar Kayserispor. Hij debuteerde voor die club op 6 februari 2010 tijdens een competitieduel met Galatasaray (0–0). Gedurende twee jaar speelde de verdediger tweeënzeventig wedstrijden bij Kayserispor en op 22 juni 2012 vertrok hij naar Fenerbahçe, waar hij voor vijf jaar tekende. Na zijn eerste seizoen bij Fenerbahçe, waarin hij vijfentwintig wedstrijden speelde met telkens een plaats in het basiselftal, verloor Kaldırım in de daaropvolgende jaren zijn plek in het elftal aan Michal Kadlec. Vanaf het seizoen 2015/16 kreeg de linksachter weer een belangrijkere rol in de verdediging. In 2017, net voor zijn contract afliep, verlengden club en speler deze verbintenis met drie jaar, tot medio 2020. Voor Fenerbahçe zou hij uiteindelijk acht seizoenen uitkomen, voor hij transfervrij overstapte naar Istanbul Başakşehir. In januari 2023 werd in onderling overleg zijn contract bij die club ontbonden. Een maand later tekende hij voor anderhalf jaar bij Ankaragücü. In september 2023 keerde Kaldırım terug bij Kayserispor, waar hij voor twee jaar tekende.

## Clubstatistieken
| Seizoen | Club                | Competitie           | Competitie | Competitie | Beker | Beker | Internationaal | Internationaal | Totaal | Totaal |
| Seizoen | Club                | Competitie           | Wed.       | Dlp.       | Wed.  | Dlp.  | Wed.           | Dlp.           | Wed.   | Dlp.   |
| ------- | ------------------- | -------------------- | ---------- | ---------- | ----- | ----- | -------------- | -------------- | ------ | ------ |
| 2007/08 | Kaiserslautern II   | Regionalliga Südwest | 10         | 1          | —     | —     | —              | —              | 10     | 1      |
| 2008/09 | Kaiserslautern II   | Regionalliga Südwest | 33         | 1          | —     | —     | —              | —              | 33     | 1      |
| 2009/10 | Mainz 05 II         | Regionalliga Südwest | 19         | 1          | —     | —     | —              | —              | 19     | 1      |
| 2009/10 | Kayserispor         | Süper Lig            | 6          | 0          | 0     | 0     | —              | —              | 6      | 0      |
| 2010/11 | Kayserispor         | Süper Lig            | 33         | 0          | 1     | 0     | —              | —              | 34     | 0      |
| 2011/12 | Kayserispor         | Süper Lig            | 33         | 0          | 7     | 0     | —              | —              | 40     | 0      |
| 2012/13 | Fenerbahçe          | Süper Lig            | 25         | 1          | 8     | 0     | 9              | 0              | 42     | 1      |
| 2013/14 | Fenerbahçe          | Süper Lig            | 4          | 0          | 2     | 0     | 0              | 0              | 6      | 0      |
| 2014/15 | Fenerbahçe          | Süper Lig            | 13         | 0          | 7     | 1     | —              | —              | 20     | 1      |
| 2015/16 | Fenerbahçe          | Süper Lig            | 26         | 1          | 6     | 0     | 6              | 0              | 38     | 1      |
| 2016/17 | Fenerbahçe          | Süper Lig            | 29         | 0          | 3     | 0     | 11             | 0              | 43     | 0      |
| 2017/18 | Fenerbahçe          | Süper Lig            | 24         | 1          | 9     | 1     | 3              | 0              | 36     | 2      |
| 2018/19 | Fenerbahçe          | Süper Lig            | 31         | 2          | 2     | 0     | 8              | 1              | 41     | 3      |
| 2019/20 | Fenerbahçe          | Süper Lig            | 18         | 0          | 2     | 0     | —              | —              | 20     | 0      |
| 2020/21 | Istanbul Başakşehir | Süper Lig            | 24         | 0          | 2     | 0     | 3              | 0              | 29     | 0      |
| 2021/22 | Istanbul Başakşehir | Süper Lig            | 19         | 0          | 0     | 0     | —              | —              | 19     | 0      |
| 2022/23 | Istanbul Başakşehir | Süper Lig            | 6          | 0          | 0     | 0     | 9              | 1              | 15     | 1      |
| 2022/23 | Ankaragücü          | Süper Lig            | 8          | 0          | 1     | 0     | —              | —              | 9      | 0      |
| 2023/24 | Kayserispor         | Süper Lig            | 21         | 0          | 2     | 0     | —              | —              | 23     | 0      |
| 2024/25 | Kayserispor         | Süper Lig            | 25         | 2          | 0     | 0     | —              | —              | 25     | 2      |
| Totaal  | Totaal              | Totaal               | 407        | 10         | 52    | 2     | 49             | 2              | 508    | 14     |

Bijgewerkt op 21 juli 2025.

## Interlandcarrière
Kaldırım debuteerde in het Turks voetbalelftal op 29 februari 2012. Op die dag werd een vriendschappelijke wedstrijd tegen Slowakije met 1–2 verloren. De verdediger moest van bondscoach Abdullah Avcı op de bank beginnen en mocht tien minuten voor tijd invallen voor Caner Erkin. In 2012 en 2013 was hij een vaste waarde in het nationaal elftal, maar parallel aan zijn weinige speeltijd bij Fenerbahçe werd Kaldırım na 2013 niet meer opgeroepen voor de interlands die Turkije speelde in 2014 en 2015. Vanaf 2016 kreeg hij weer een uitnodiging voor het nationale elftal. Op 25 maart 2019, tijdens zijn dertigste interland, kwam de vleugelverdediger voor het eerst tot scoren. Hij opende die dag de score tegen Moldavië. Door twee doelpunten van Cenk Tosun en eentje van Kaan Ayhan werd het uiteindelijk 4–0.
| Interlands van Hasan Ali Kaldırım voor Turkije | Interlands van Hasan Ali Kaldırım voor Turkije | Interlands van Hasan Ali Kaldırım voor Turkije | Interlands van Hasan Ali Kaldırım voor Turkije | Interlands van Hasan Ali Kaldırım voor Turkije | Interlands van Hasan Ali Kaldırım voor Turkije | Interlands van Hasan Ali Kaldırım voor Turkije |
| №                                              | Datum                                          | Wedstrijd                                      | Uitslag                                        | Competitie                                     | Goals                                          |                                                |
| Als speler bij Kayserispor                     | Als speler bij Kayserispor                     | Als speler bij Kayserispor                     | Als speler bij Kayserispor                     | Als speler bij Kayserispor                     | Als speler bij Kayserispor                     | Als speler bij Kayserispor                     |
| ---------------------------------------------- | ---------------------------------------------- | ---------------------------------------------- | ---------------------------------------------- | ---------------------------------------------- | ---------------------------------------------- | ---------------------------------------------- |
| 1                                              | 29 februari 2012                               | Turkije – Slowakije                            | 1 – 2                                          | Vriendschappelijk                              |                                                |                                                |
| 2                                              | 26 mei 2012                                    | Finland – Turkije                              | 3 – 2                                          | Vriendschappelijk                              |                                                |                                                |
| 3                                              | 29 mei 2012                                    | Bulgarije – Turkije                            | 0 – 2                                          | Vriendschappelijk                              |                                                |                                                |
| 4                                              | 2 juni 2012                                    | Portugal – Turkije                             | 1 – 3                                          | Vriendschappelijk                              |                                                |                                                |
| 5                                              | 5 juni 2012                                    | Turkije – Oekraïne                             | 2 – 0                                          | Vriendschappelijk                              |                                                |                                                |
| Als speler bij Fenerbahçe                      |                                                |                                                |                                                |                                                |                                                |                                                |
| 6                                              | 7 september 2012                               | Nederland – Turkije                            | 2 – 0                                          | WK 2014 kwalificatie                           |                                                |                                                |
| 7                                              | 9 september 2012                               | Turkije – Estland                              | 3 – 0                                          | WK 2014 kwalificatie                           |                                                |                                                |
| 8                                              | 12 oktober 2012                                | Turkije – Roemenië                             | 0 – 1                                          | WK 2014 kwalificatie                           |                                                |                                                |
| 9                                              | 16 oktober 2012                                | Hongarije – Turkije                            | 3 – 1                                          | WK 2014 kwalificatie                           |                                                |                                                |
| 10                                             | 14 november 2012                               | Turkije – Denemarken                           | 1 – 1                                          | Vriendschappelijk                              |                                                |                                                |
| 11                                             | 6 februari 2013                                | Turkije – Tsjechië                             | 0 – 2                                          | Vriendschappelijk                              |                                                |                                                |
| 12                                             | 22 maart 2013                                  | Andorra – Turkije                              | 0 – 2                                          | WK 2014 kwalificatie                           |                                                |                                                |
| 13                                             | 26 maart 2013                                  | Turkije – Hongarije                            | 1 – 1                                          | WK 2014 kwalificatie                           |                                                |                                                |
| 14                                             | 31 mei 2013                                    | Slovenië – Turkije                             | 2 – 0                                          | Vriendschappelijk                              |                                                |                                                |
| 15                                             | 14 augustus 2013                               | Turkije – Ghana                                | 2 – 2                                          | Vriendschappelijk                              |                                                |                                                |
| 16                                             | 15 oktober 2013                                | Turkije – Nederland                            | 0 – 2                                          | WK 2014 kwalificatie                           |                                                |                                                |
| 17                                             | 31 augustus 2016                               | Turkije – Rusland                              | 0 – 0                                          | Vriendschappelijk                              |                                                |                                                |
| 18                                             | 12 november 2016                               | Turkije – Kosovo                               | 2 – 0                                          | WK 2018 kwalificatie                           |                                                |                                                |
| 19                                             | 5 juni 2017                                    | Macedonië – Turkije                            | 0 – 0                                          | Vriendschappelijk                              |                                                |                                                |
| 20                                             | 11 juni 2017                                   | Kosovo – Turkije                               | 1 – 4                                          | WK 2018 kwalificatie                           |                                                |                                                |
| 21                                             | 23 maart 2018                                  | Turkije – Ierland                              | 1 – 0                                          | Vriendschappelijk                              |                                                |                                                |
| 22                                             | 27 maart 2018                                  | Montenegro – Turkije                           | 2 – 2                                          | Vriendschappelijk                              |                                                |                                                |
| 23                                             | 28 mei 2018                                    | Turkije – Iran                                 | 2 – 1                                          | Vriendschappelijk                              |                                                |                                                |
| 24                                             | 1 juni 2018                                    | Tunesië – Turkije                              | 2 – 2                                          | Vriendschappelijk                              |                                                |                                                |
| 25                                             | 5 juni 2018                                    | Rusland – Turkije                              | 1 – 1                                          | Vriendschappelijk                              |                                                |                                                |
| 26                                             | 7 september 2018                               | Turkije – Rusland                              | 1 – 2                                          | Nations League 2018/19                         |                                                |                                                |
| 27                                             | 14 oktober 2018                                | Rusland – Turkije                              | 2 – 0                                          | Nations League 2018/19                         |                                                |                                                |
| 28                                             | 14 oktober 2018                                | Turkije – Zweden                               | 0 – 1                                          | Nations League 2018/19                         |                                                |                                                |
| 29                                             | 22 maart 2019                                  | Albanië – Turkije                              | 0 – 2                                          | EK 2020 kwalificatie                           |                                                |                                                |
| 30                                             | 25 maart 2019                                  | Turkije – Moldavië                             | 4 – 0                                          | EK 2020 kwalificatie                           | 24'                                            |                                                |
| 31                                             | 8 juni 2019                                    | Turkije – Frankrijk                            | 2 – 0                                          | EK 2020 kwalificatie                           |                                                |                                                |
| 32                                             | 11 juni 2019                                   | IJsland – Turkije                              | 2 – 1                                          | EK 2020 kwalificatie                           |                                                |                                                |
| Als speler bij Istanbul Başakşehir             |                                                |                                                |                                                |                                                |                                                |                                                |
| 33                                             | 6 september 2020                               | Servië – Turkije                               | 0 – 0                                          | Nations League 2020/21                         |                                                |                                                |
| 34                                             | 7 oktober 2020                                 | Duitsland – Turkije                            | 3 – 3                                          | Vriendschappelijk                              |                                                |                                                |
| 35                                             | 14 oktober 2020                                | Turkije – Servië                               | 2 – 2                                          | Nations League 2020/21                         |                                                |                                                |

Bijgewerkt op 21 juli 2025.

## Erelijst
| Süper Lig            | 1 | 2013/14 |
| Türkiye Kupası       | 1 | 2012/13 |
| Türkiye Süper Kupası | 1 | 2014    |